# The Bridge - La serie originale
The Bridge - La serie originale (nota con il titolo Bron in lingua svedese e Broen in danese) è una serie televisiva dano-svedese ideata da Hans Rosenfeldt.
Trasmessa dal 21 settembre 2011 sulla rete televisiva svedese SVT1, e dal seguente 28 settembre su quella danese DR1, la serie è girata in entrambe le lingue dei paesi d'origine: le scene con i dialoghi nella lingua che risulta estera rispetto al paese in cui viene messa in onda vengono quindi trasmesse sottotitolate.
La serie è stata ben accolta sia dalla critica che dal pubblico; i diritti televisivi sono stati venduti in diversi paesi del mondo, e sono in produzione sei remake: uno statunitense, The Bridge (2013-2014), uno franco-britannico, The Tunnel (2013-2017/2018), uno russo-estone The Bridge, uno malese The Bridge, uno austro-tedesco Pagan Peak (Der Pass) e uno greco-turco I Gefyra (The Bridge).

## Trama

### Prima stagione
Quando i resti di un cadavere vengono ritrovati sul ponte di Øresund, che collega Svezia e Danimarca, le forze di polizia dei rispettivi paesi avviano una collaborazione per identificare il responsabile. Dopo le prime analisi, si scopre che i resti, posizionati esattamente sulla linea di confine tra i due Paesi, appartengono a una politica svedese e a una prostituta danese. A guidare le indagini sono la detective svedese Saga Norén e l'agente danese Martin Rohde. Il duplice omicidio sarà rivendicato attraverso un giornalista da un presunto terrorista determinato a denunciare cinque problemi della società moderna, in realtà mosso anche da motivi di vendetta personali.
Conclusa l'indagine della prima stagione, Saga e Martin ritornano a lavorare a un nuovo caso nella seconda.

### Seconda stagione
Tredici mesi dopo i fatti avvenuti nella prima stagione la polizia di Malmö e di Copenhagen tornano a collaborare a un nuovo caso. Una nave con cinque persone incatenate nella stiva e senza equipaggio viene lasciata, in balia delle acque, scontrarsi con uno dei piloni del ponte di Øresund. In breve tempo gli individui muoiono di peste polmonare e l'azione viene rivendicata da quattro presunti eco-terroristi, travestiti con maschere di animali, tramite un video virale postato in rete. Le indagini di Saga, Martin e la loro task-force sono mirate a prevenire o a limitare il numero di danni e/o vittime dell'attività di questa ipotetica cellula terroristica, che attacca beni di consumo come petrolio o carne che, nella loro ottica, contribuiscono alla distruzione e al dissesto ambientale. Quando i quattro criminali vengono trovati morti insieme all'avvertimento che le azioni non sarebbero terminate, lo scenario si amplia. Saga e Martin si muoveranno su più fronti, compreso quello delle proprie insicurezze e paure nella vita privata, e incroceranno le sorti di una azienda informatica, di un'industria farmaceutica e di un summit UE sul clima, in una corsa contro il tempo per cercare di prevenire quello che si preannuncia come uno dei più grandi attacchi all'equilibrio politico-sociale del pianeta.

## Episodi
| Stagione         | Episodi | Prima TV Svezia | Prima TV Italia |
| ---------------- | ------- | --------------- | --------------- |
| Prima stagione   | 10      | 2011            | 2014            |
| Seconda stagione | 10      | 2013            | 2015-2016       |
| Terza stagione   | 10      | 2015            | 2017            |
| Quarta stagione  | 8       | 2018            | 2019            |

## Personaggi e interpreti

I due protagonisti della serie Martin Rohde e Saga Norén

### Personaggi principali
- Saga Norén (stagione 1-4), interpretata da Sofia Helin.
Ispettrice del dipartimento di polizia di Malmö, si presuppone che abbia la sindrome di asperger.
- Martin Rohde (stagioni 1-2), interpretato da Kim Bodnia.
Ispettore del dipartimento di polizia di Copenaghen.
- Henrik Sabroe (stagione 3-4), interpretato da Thure Lindhardt.
Detective del dipartimento di polizia di Copenaghen.
- Hans Petterson (stagioni 1-2), interpretato da Dag Malmberg.
Capo del dipartimento di polizia di Malmö.
- Lillian, interpretata da Sarah Boberg.
Capo del dipartimento di polizia di Copenaghen e moglie di Hans Petterson.
- John Lundqvist, interpretato da Rafael Pettersson

- Mette Rohde (stagioni 1-2), interpretata da Puk Scharbau.
Moglie di Martin Rohde.
- Linn Björkman (stagione 3-4), interpretata da Maria Kulle.
- Jens Hansen/Sebastian Sandstrod (stagioni 1-2), interpretato da Lars Simonsen.
Uomo che approccia Mette per motivi di lavoro, si rivela poi essere un ex poliziotto danese in cerca di vendetta contro Martin

### Personaggi secondari
- August Rohde (stagione 1), interpretato da Emil Birk Hartman.
Figlio di Martin Rohde.
- Daniel Ferbé (stagione 1), interpretato da Christian Hillborg.
Giornalista che il killer sfrutta per rivendicare le sue azioni.
- Charlotte Söringer (stagione 1), interpretata da Ellen Hillingsø.
Donna che cerca di ottenere un trapianto di cuore per il marito, la cui azienda rimane coinvolta nelle indagini.
- Stefan Lindberg (stagione 1), interpretato da Magnus Krepper.
Dipendente di un'agenzia di servizi sociali che finisce per essere coinvolto nell'indagine.
- Pernille (stagione 2), interpretata da Vickie Bak Laursen.
Detective danese senior, aggregata alla squadra.
- Rasmus Larsson (stagione 2), interpretato da Henrik Lundström.
Detective danese junior, aggregato alla squadra e poi cacciato.
- Viktoria Nordgren (stagione 2), interpretato da Tova Magnusson.
Titolare dell'azienda farmaceutica Medisonus.
- Oliver Nordgren (stagione 2), interpretato da Sven Ahlström.
Fratello di Viktoria.
- Gertrud Kofoed (stagione 2), interpretata da Camilla Bendix.
Moglie di Oliver.
- Marcus Stenberg (stagione 2), interpretato da Fredrik Hiller.
Skipper.
- Caroline Brandstrup-Julin (stagione 2), interpretata da Lotte Munk.
Organizzatore del meeting UE a Copenaghen.

## Produzione
La serie, la cui prima stagione è costata 80 milioni di euro, è frutto di una co-produzione internazionale per metà svedese e per metà danese: sia l'aspetto finanziario che quello creativo è gestito nella stessa misura dalla casa di produzione danese Nimbus Film e da quella svedese Filmlance International. Sia il cast tecnico che artistico sono formati da persone di nazionalità svedese e danese, le riprese si svolgono tra Malmö e Copenaghen, e gli attori durante le riprese utilizzano entrambe le lingue.
Il progetto nasce da un'idea dell'autore svedese Hans Rosenfeld, autore della serie insieme a Måns Mårlin e Nikolai Scherfig. La regista danese Charlotte Sieling è a capo della squadra di regia, di cui fanno parte Lisa Siwe e Henrik Georgsson. La prima stagione fu trasmessa per la prima volta in Svezia dal 21 settembre al 23 novembre 2011; in Danimarca gli episodi furono trasmessi, eccetto il finale andato in onda nello stesso giorno, a una settimana di distanza. Nell'autunno del 2012 è iniziata la produzione di una seconda stagione, trasmessa sia in Svezia che in Danimarca dal 22 settembre 2013.

## Riconoscimenti
Nel 2013 la serie è stata candidata come miglior serie internazionale ai British Academy Television Awards.

## Trasmissione internazionale
In Germania la serie ha debuttato il 18 marzo 2012 sulla rete ZDF. Nel Regno Unito è trasmessa dal 21 aprile 2012 su BBC Four e BBC HD; mentre in Polonia va in onda dal successivo 2 maggio su Ale Kino+. Nel corso del 2012 la serie ha debuttato anche in Brasile, il 13 agosto su Globosat; in Australia, il 5 settembre su SBS Two; e Israele, il 30 settembre su Hot.
In Norvegia è trasmessa da NRK, emittente che partecipa in misura minore alla produzione della serie. In Italia è trasmessa dal 20 giugno 2014 con il titolo The Bridge - La serie originale su Sky Atlantic.

## Remake
Nell'estate del 2012 la rete televisiva statunitense FX annunciò l'avvio della produzione di un primo remake della serie: The Bridge. La produzione del remake statunitense, che vede protagonisti Diane Kruger e Demián Bichir nei panni di una detective texana e un agente messicano impegnati a dare la caccia a un omicida seriale lungo il confine tra Stati Uniti e Messico, venne confermata il 12 febbraio 2013, quando FX ordinò la produzione di una prima stagione. L'esordio televisivo di The Bridge venne fissato per il 10 luglio 2013.
Nel gennaio 2013 venne annunciato anche l'avvio della produzione di un secondo remake, The Tunnel, o Le Tunnel in francese, una co-produzione franco-britannica per le reti televisive Sky Atlantic e Canal+, incentrata sulle indagini, svolte insieme dalla polizia inglese e francese, sull'omicidio di un politico francese ritrovato morto nel Tunnel della Manica. La serie esordì il 16 ottobre 2013 su Sky Atlantic.
Nel 2018 venne annunciato anche l'avvio della produzione di altri tre remake, The Bridge o Мост / Sild una co-produzione estone-russo, The Bridge una co-produzione Malaysia-Singapore e una tedesca Pagan Peak (Der Pass) una co-produzione austro-tedesco, la serie esordì il 5 gennaio 2019 su Sky 1. 
Nel 2022 venne annunciato anche l'avvio della produzione di un altro remake una co-produzione greco-turca I Gefyra (The Bridge), la serie esordì il 27 maggio 2022 su ANT1+.